# Sandra Corveloni
Sandra Corveloni (Sao Paulo, 9 de mayo de 1965) es una actriz brasileña. Es conocida principalmente por la película Línea de pase de Walter Salles, Daniela Thomas, película en la cual ganó como Mejor Actriz en el Festival de Cannes.

## Biografía
Con una carrera dedicada al teatro , después de haberse graduado por la CSA en la actuación de teatro escolar de la Universidad Católica de San Pablo, Sandra debutó en el cine con la película Linha de Passe de Walter Salles y Daniela Thomas , y pronto consagrado en su debut con el premio al mejor ( Premio de interpretación femenina), en el Festival de Cannes en mayo del 2008, por su trabajo en el papel  de Cleuza, madre de cuatro niños pobres de la periferia de Sao Paulo, sus sueños y sus expectativas frustradas. Debido a la reciente pérdida de un bebé, Sandra no asistió al Festival, que se representa en los premios por la película los directores.

## Premios y distinciones
Festival Internacional de Cine de Cannes
| Año  | Categoría    | Película       | Resultado |
| ---- | ------------ | -------------- | --------- |
| 2008 | Mejor Actriz | Linha de Passe | Ganadora  |